# Neptis saskia
Neptis saskia är en fjärilsart som beskrevs av Hans Fruhstorfer 1899. Neptis saskia ingår i släktet Neptis och familjen praktfjärilar. Inga underarter finns listade i Catalogue of Life.